# رنه مورالس
رنه مورالس (اسپانیایی: René Morales‎؛ زادهٔ ۲۲ فوریهٔ ۱۹۵۳) بازیکن فوتبال اهل گواتمالا بود.
وی همچنین در تیم ملی فوتبال گواتمالا بازی کرده است.

## دوران حرفه ای
او فعالیت ورزشی خود را در اوت ۱۹۷۰ با حضور در تیم «Xelajú Mario Camposeco» آغاز کرد و در فصل نخست خود به عنوان بهترین گلزن لیگ ملی شناخته شد. او تا سال ۱۹۷۳ با این باشگاه همراه بود تا اینکه توسط تیم «Aurora» خریداری شد. در اواسط سال ۱۹۷۴، او به‌طور موقت به تیم «Municipal» واگذار شد و در آنجا موفق به کسب عنوان قهرمانی لیگ ملی گردید.
پس از بازگشت به «Aurora»، در تاریخ ۱۷ دسامبر در آخرین بازی لیگ سال ۱۹۷۵ مقابل تیم «Comunicaciones» حضور یافت. در آن روز موفق شد چهار گل به دروازه‌بان کمتر شکست‌خورده تورنومنت، یعنی «Ricardo Piccinini»، بزند که منجر به پیروزی ۵–۴ و کسب عنوان قهرمانی گردید.
در ادامه، او در تیم‌های «Comunicaciones» و «Juventud Retalteca» حضور یافت و در سال ۱۹۸۱ به «Xelajú» بازگشت، جایی که تا سال ۱۹۸۶ به فعالیت خود ادامه داد.